# Az újoncok háborúba mennek
Az újoncok háborúba mennek (eredeti cím: Les Bidasses s'en vont en guerre) 1974-ben bemutatott francia–olasz–német filmvígjáték Claude Zidi rendezésében.

## Cselekmény
|  | Alább a cselekmény részletei következnek! |

Gérard, Jean, Phil és Jean-Guy kedélyesen kártyáznak. Szórakozásukat nem árnyékolja be, hogy éppen egy katonai börtönben vannak. Még az is csak átmenetileg rontja el a jókedvüket, hogy egy francia ezredes bozontos hajzatuk levágását rendeli el, amit azonnal végrehajtanak rajtuk. Egy katonai pszichológusnő elemzi a viselkedésüket. Egy brutális őrmester alá rendelik őket. Az ezredes villájában a fűtőolajat véletlenül az úszómedence vizébe vezetik és egy pincében majdnem megfulladnak az őrmesterrel és az ezredessel együtt. Megszöknek a börtönből, és a természetben próbálnak megélni.
Egy tanyára menekülnek, ami olyan területen van, amit a francia hadsereg szeretne megszerezni. A tanyán élők azonban nem akarják eladni a földjüket. A négy katonának be kell segítenie a tanyán élők munkájába. A tanyán élők még egy esküvőt is le tudnak bonyolítani, amire a vendégek és a szertartást levezető pap is egy titkos föld alatti alagúton keresztül jut el. Az ezredesnek igen megtetszik a tanyán élő gazdaasszony, akit távcsővel figyel. A négy katonának a gazdaasszony négy lánya igen szimpatikus, a szimpátia úgy tűnik, kölcsönös.
A négy katonaszökevény elfogják. Az ezredes hajlandó elengedni a hátralévő két hónapos büntetésüket, mert egy csomó értékes információt adnak át neki a tanyáról. A katonák azonban visszamennek a tanyára a titkos alagúton és közreműködnek az ellenállásban. A katonák egy speciális rakétát is kilőnek, ami háromnapos esőt okoz, de a négy jóbarát közbeavatkozása miatt az eső a francia hadsereg tábora fölött zuhog. A hadsereg körbekeríti a tanyát, majd szabályos rohamot indít ellene, tankokkal, ágyúkkal, gyalogsággal. A tanyán élők azonban ellenállnak, a négy jóbarát hathatós közreműködésével, és visszaverik a támadást.
Az ezredes bejut a tanya területére, ahol megkéri a gazdaasszony kezét. Több résztvevős esküvőt tartanak, ahol először az ezredes és arája mondják ki a boldogító igent. A fiatalok összeadásánál egy kis félreértés adódik, az első vőlegénynek a fülében ugyanis még mindig ott van az a füldugó, amit a hangos ágyúlövések miatt dugott a fülébe, és amikor a pap megkérdezi, hogy „akarja-e feleségül venni az itt megjelent menyasszonyt”, ő „nem”-mel válaszol, amit a haverjai is követnek, puszta szolidaritásból. A feldühödött menyasszonyok elől menekülniük kell. Egy toborzóiroda sátrához érnek és felcsapnak katonának (mivel az ezredes korábban leszerelte őket). A négy menyasszony követi őket és ők is beállnak katonának.
|  | Itt a vége a cselekmény részletezésének! |

## Szereplők
- Gérard Rinaldi : Gérard
- Jean Sarrus : Jean
- Gérard Filippelli : Phil
- Jean-Guy Fechner : Jean-Guy
- Jacques Seiler : Bellec őrmester
- Marisa Merlini : Paulette Brugnon, gazdaasszony a tanyán
- Paolo Stoppa : az ezredes
- Pierre Gualdi : polgármester
- Heidy Bohlen : a pszichológusnő
- Alain Peysson : vőlegény az első esküvőn
- Michel Fremont : paraszt
- KOSMOGOL : a körhintánál dolgozó
- Georges Douking :
- Jean-Paul Farré : házaló, nyakkendőárus
- Annick Rannou : fiatal ápolónő
- Myriam Boyer : Paulette egyik lánya
- Jacques Robiolles : hadnagy
- Alain Flick :

## Forgatási helyszínek
- A filmet nagy részben Franciaország Côte-d’Or megyéjében forgatták, valamint a Canal de Bourgogne csatornánál. A vidéki jelenetek Dijon környékén játszódnak.

## Fordítás
- Ez a szócikk részben vagy egészben  a   Les Bidasses s'en vont en guerre című francia Wikipédia-szócikk fordításán alapul.  Az eredeti cikk szerkesztőit annak laptörténete sorolja fel. Ez a jelzés csupán a megfogalmazás eredetét és a szerzői jogokat jelzi, nem szolgál a cikkben szereplő információk forrásmegjelöléseként.